# ابسوردیسم

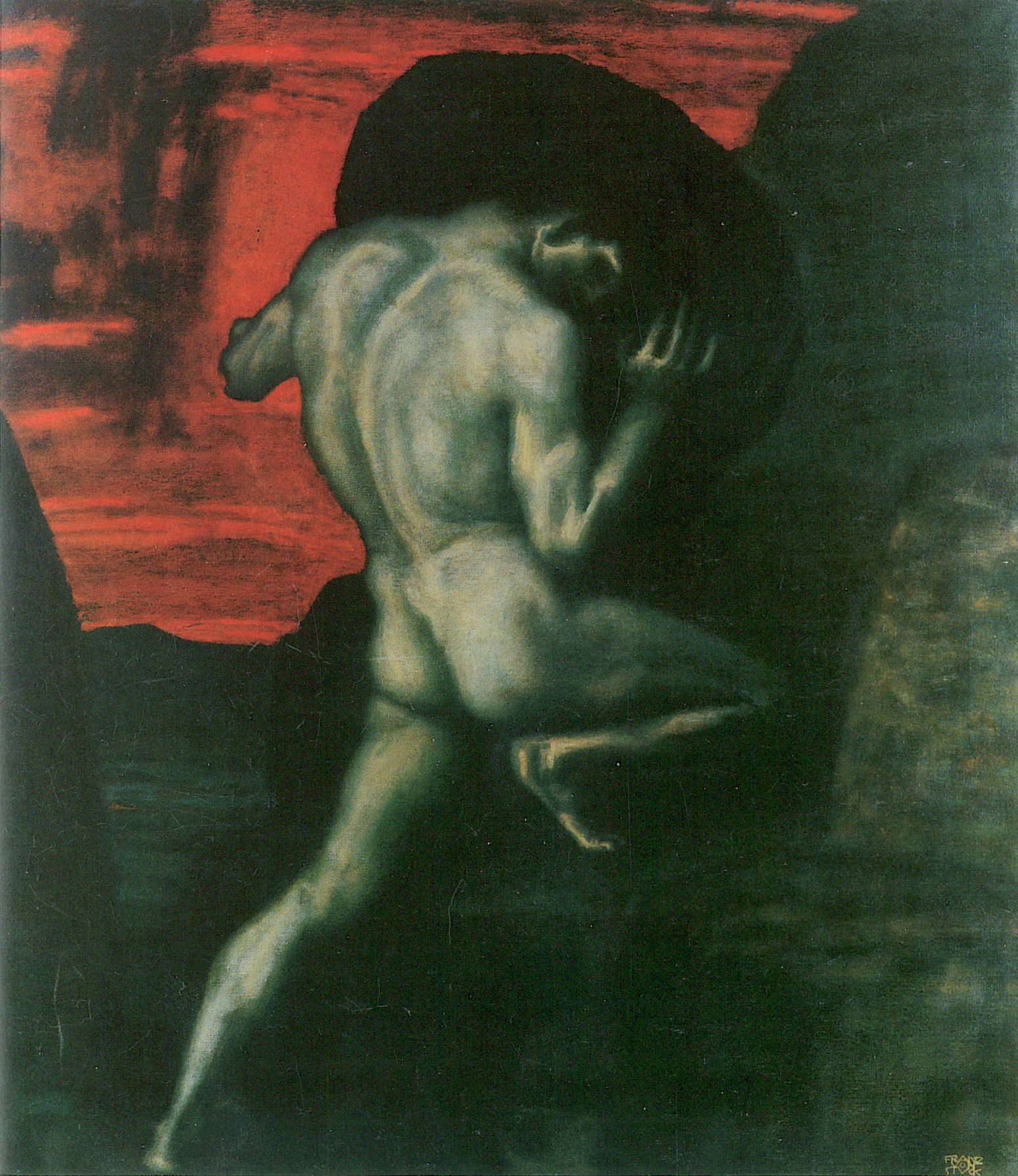
سیزیف، نماد پوچی وجودیت، اثر فرانتس فون اشتوک

پوچ‌انگاری، اَبسوردیسم یا ابزوردیزم (به انگلیسی: Absurdism) به تعارض بین تمایل نوع انسان برای جستجوی ارزش درونی و معنا در زندگی و ناتوانی انسان در یافتن آن گفته می‌شود. در این‌جا «پوچ» به معنای «ناممکن از لحاظ منطقی» نیست بلکه بیشتر به معنای «ناممکن از لحاظ انسانی» است. ذهن انسان و جهان هیچ‌کدام به صورت جدا پوچی را سبب نمی‌شوند بلکه «پوچی» از طبیعت متناقض این دو با هم بر می‌آید. پوچ انگاری بنابراین یک مکتب فلسفی است که بیان می‌کند تلاش انسان برای یافتن معنا در نهایت با شکست مواجه می‌شود زیرا میزان خالصی اطلاعات و محدودهٔ بسیار گسترده نادانسته‌ها قطعیت را ناممکن می‌کند؛ و با این حال برخی از هیچ انگاران براین عقیده‌اند که با وجود چنین حقیقتی فرد باید پوچی را بپذیرد و با این حال به جستجو و پژوهش برای یافتن معنا ادامه دهد. به عنوان یک فلسفه، هیچ انگاری طبیعت بنیادی پوچی را بررسی و این که چگونه افراد بعد از این که با «پوچی» برخورد کردند برخورد کنند.

## واژه
جلال آل‌احمد در ترجمه کتابهای آلبر کامو کلمه absurde را به «پوچی» ترجمه کرد که در فارسی ماندگار شد. همین امر باعث شد برداشت ایرانیان از ابسوردیسم این باشد که «دنیا پوچ است» یا آن را با نهیلیسم برابر بدانند.

## بررسی
در فلسفه پوچ‌انگاری، پوچی از ناهماهنگی بین جستجوی فرد به دنبال معنا در جهان و بی معنایی جهان بر می‌آید. به عنوان موجوداتی که به دنبال معنا در جهان می‌گردند، بشر سه راه برای حل این مسئله دارد. کی یرکگارد و کامو این راه‌حل‌ها را در کتاب‌هایشان، افسانه سیزیف و مرض به سوی مرگ آورده‌اند:
خودکشی (یا فرار از هستی):راه حلی که در آن فرد به زندگی خود پایان می‌دهد. هم کامو و هم کیرکگارد درستی این روش را قبول نداشتند. کامو می‌گفت «این (خودکشی) با پوچی مقابله نمی‌کند بلکه آن را بدتر می‌کند این که به زندگی خود پایان دهی»
اعتقادات مذهبی، روحانی و باورهای مجرد در یک بستر فرامافوقی: راه‌حلی که در آن فرد به واقعیتی فراتر از «پوچی» معتقد است که خود معنی دارد. کیرکگارد اعتقاد داشت باور به چیزی فراتر از پوچی به یک پذیرش غیر عقلانی اما لزوماً مذهبی از چیزی نادیدنی و از لحاظ تجربی غیرقابل اثبات می‌انجامد. با این حال کامو این راه حل را نوعی «خودکشی فلسفی» می‌دانست.
پذیرش پوچی: راه‌حلی که در آن فرد پوچی را می‌پذیرد و با وجود آن به زندگی خود ادامه می‌دهد. کامو این راه را قبول داشت. به نظر او زمانی که پوچی را می‌پذیریم می‌توان به آزادی مطلق رسید و با در نظر نگرفتن هیچ مذهبی یا سایر محدودیت‌های اخلاقی و طغیان علیه پوچی و در عین حال پذیرش آن شاید فرد بتواند از این رهگذر خود را به معنایی خشنود کند. اما کیرکگارد این راه را «دیوانگی شیطان وار» تلقی می‌کرد

## کامو و پوچ انگاری
کامو به عنوان یکی از پیشگامان فلسفه پوچ‌انگارانه یا ابزوردیسم شناخته شده‌است، پوچ انگاری ادعا می‌کند که انسان‌ها اساساً بی‌معنی و غیر منطقی هستند و رنج انسان‌ها نتیجهٔ تلاش‌های بیهودهٔ افرادیست که قصد دارند دلیل یا معنی ای برای آن در پوچی بی پایان وجود پیدا کنند. کامو ادعا می‌کند تنها سؤال فلسفی درست سؤال دربارهٔ خودکشی است، به معنی دیگر آیا ما باید رنج زندگی را تحمل کنیم یا اینکه به سادگی خود را بکشیم؟ کامو استدلال می‌کند که از نظر تاریخی بیشتر انسان‌ها یا باور داشتند که زندگی پوچ است و بنابراین خودکشی را امری نجات بخش تلقی می‌کردند یا اینکه معنایی مصنوعی مانند دین ساختند تا زندگی خود را پر کنند و به آن معنا بخشند. کامو ادعا کرد که راه سومی هم وجود دارد: ما می‌توانیم دریابیم که زندگی پوچ و بی‌معنی است اما در هر حال به زندگی ادامه دهیم، کسانی که راه سوم را انتخاب می‌کنند قهرمانان پوچی یا «absurd heroes» نامیده می‌شوند؛ که با طغیان بر پوچی به خلاقیت و آفرینندگی دست می‌یابند.
طاغی (طغیان کننده) و هنرمند چهره‌هایی هستند که کامو آن‌ها را قهرمانان پوچی می‌نامد. این مردمان معنا را در حرفهٔ خود یافته‌اند و بنابراین به یک حد استانداردی می‌رسند که ما را به یاد چهرهٔ افسانه ای سیزیف می‌اندازد، کسی که محکوم بود تا تخته سنگی را بالای کوهی ببرد و می‌دانست که به محض رها کردن آن سنگ دوباره پایین می‌افتد و او مجبور است تا آن کار را تا ابد تکرار کند.